# Latosaari (ö i Egentliga Finland, Åbo)
Latosaari är en ö i Finland. Den ligger i Skärgårdshavet och i kommunen Åbo i den ekonomiska regionen  Åbo ekonomiska region i landskapet Egentliga Finland, i den sydvästra delen av landet. Ön ligger omkring 14 kilometer söder om Åbo och omkring 150 kilometer väster om Helsingfors.
Öns area är 26,5 hektar och dess största längd är 1,2 kilometer i öst-västlig riktning. Ön höjer sig omkring 25 meter över havsytan. I omgivningarna runt Latosaari växer i huvudsak barrskog.